# VIP
Very Important Person (VIP, в переводе с англ. — «очень важная персона», «начальство», «высокопоставленное лицо»; разговорный вариант — «большая шишка») — человек, имеющий персональные привилегии, льготы из-за своего высокого статуса, популярности или капитала.
Часто встречается неправильное грамматически (избыточное) выражение «VIP-персона». Можно составить бэкронимную транслитерацию английской аббревиатуры — «Весьма именитая персона» (ВИП).

## Этимология
VIP в роли «особый пассажир, специальный клиент, требующий нестандартного внимания» появилось в английском языке в 1940-е годы, предположительно в Великобритании. Так в авиации называли пассажиров высокого ранга, для полётов которых требовались комфортабельность и специальные меры безопасности.
Во второй половине XX века аббревиатура «VIP» прижилась и вне сферы авиации. Так стали называть не только авиапассажиров, но и особо богатых и авторитетных клиентов в прочих сферах. «Особо важными персонами» стали называть высокопоставленных политиков, влиятельных бизнесменов, «звёзд» шоу-бизнеса. Термин «VIP» часто эксплуатируется в рекламе и названиях эксклюзивных сервисов, рассчитанных на состоятельного и элитарного покупателя. Во многих фирмах VIP-клиентами называют постоянных клиентов и предоставляют для них эксклюзивные дисконты и договоры.